# Игуманија Макарија (Обрадовић)
Мати Макарија Соколичка (Милица Обрадовић, Сталаћ, 13. децембар 1940 — Београд, 18. август 2022) била је најпознатија монахиња Српске православне цркве, иконописац, аутор више књига и игуманија манастира Соколица смештеног на брду изнад Звечана, на Косову.

## Биографија
Рођена је 1940. године у Сталаћу од оца Луке, жандармеријског подофицира родом из Лике, и мајке Видосаве, девојачко Милинковић, родом из славонског села Боботе. Оца су јој током рата стрељали партизани, а мајка је после ослобођења са још три њене сестре – Братиславом, Љубицом и Смиљом прешла у банатско село Баваниште крај Ковина. Ту је упознала личког досељеника Милу Ранисављева – Теслу и након венчања породица је прешла да живи у Ковин. Четири сестре су 1949. године добиле још једну, Даницу. Мајка Видосава се запослила у ковинској Болници као куварица, док је очух радио у Смедереву као радник на железници. Милица је основну школу завршила у Ковину, а гимназију у Смедереву увек као изразито добар ученик.
У Београду је уписала природноматематички факултет, одсек за хемију, и завршила га у року. На факултету је радила као асистент, да би убрзо након магистратуре отпутовала у Љубљану где је спремила и одбранила докторску дисертацију. Одбила је понуду за изванредно плаћени посао у ИНИ и вратила се у Београд да би на факултету наставила са наставничким радом. Једно време била је и члан комунистичке партије, али је веома рано одбацила ту идеологију и, вођена љубављу према православној вери, постепено је најпре сама, а потом уз помоћ свог духовног оца владике Данила, тада викарског владике патријарха Германа, прешла под окриље вере. Крајем седамдесетих година и дефинитивно је отишла у грчки манастир Ормилију на Халкидикију и тамо, након једногодишњег искушеничког стажа, постала монахиња. У Солуну је завршила и Теолошки факултет. Полиглота је и с лакоћом је савладала и грчки језик. У Ормилији је, на инсистирање игуманије манастира, почела да се бави иконописањем и открила да поседује ванредан дар који је касније наставила да развија. По повратку у Србију дуго је била без „свог“ манастира, али онда је отишла у запуштени и пусти манастир Соколицу изнад Звечана и обновила га, подигла нов конак и звоник, увела струју, телефон, формирала иконописачку радионицу и постала омиљена монахиња на целом Косову. Осликала је и трпезарију Жичког манастира, а на молбу свог духовног оца, епископа будимског Данила, и сентандрејску цркву. Мати Макарија је имала више самосталних изложби у Београду, Франкфурту, Чикагу итд. Била је чланица УЛУПУДС-а по позиву. Радила је заједно са монахињом Антонином која је уз њу такође постала врстан иконописац. Написала је и неколико књига, а последњу је посветила свом духовном оцу.
Преминула је 18. августа 2022. године на Војномедицинској академији у Београду, а сахрањена је по сопственој жељи у манастиру Соколица. Опело је служио епископ рашко-призренски Теодосије.

## Занимљивости
Док је живописала трпезарију Жиче, од владике је добила задужење да о свом раду упозна групу ветерана из Другог светског рата. Један старији господин из групе ветерана јој је рекао, да не зна зашто, али да има потребу да њој нешто насамо исприча. Рекао је да деценијама тешко спава због убиства честитог и невиног домаћина, Луке Обрадовића. Убио га је као млади скојевац, да би се доказао надређенима. Није знао да стоји пред једном од његове четири кћери. Макарија му није открила да је она ћерка убијеног Луке. Није хтела да постиди несрећног човека. Узела је његову руку са свог рамена, пољубила ју је рекавши да су му његова деца то одавно опростила. Тешила га је и препоручила му да се исповеда свештенику и причести. Дан након причешћа се покајани убица упокојио.

## Монографија
- Манастир Соколица : бисер са Косова и Метохије, Звечан, 2014.